# Kaija Saariaho
Kaija Anneli Saariaho (Helsinki, 14 oktober 1952 – Parijs, 2 juni 2023) was een Finse componiste.

## Leven en werk
Kaija Saariaho studeerde aan de Sibeliusacademie in Helsinki bij Paavo Heininen. Ze studeerde vanaf 1980 verder aan de Hochschule für Musik Freiburg bij Brian Ferneyhough en Klaus Huber. Ze vond de nadruk van haar leraren op strikt serialisme en wiskundige structuren verstikkend en zei in een interview: "Je mocht geen puls, of tonaal georiënteerde harmonieën of melodieën hebben. Ik wil geen muziek schrijven door middel van ontkenningen. Alles is toegestaan, zolang het maar met goede smaak gebeurt."
Bij de Darmstädter Ferienkurse leerde zij de muziek van Tristan Murail en Gérard Grisey kennen. Hun spectrale muziek veroorzaakte een omkeer in Saariaho's artistieke richting. Ze nam vanaf 1980 lessen computermuziek bij het Institut de recherche et coordination acoustique/musique (het IRCAM) in Parijs, de stad waar zij sindsdien woonde. Ze ging in 1982 aan het IRCAM samenwerken met componist, multimediakunstenaar en computerwetenschapper Jean-Baptiste Barrière, met wie ze later trouwde en twee kinderen kreeg.
Ze deed onderzoek naar computeranalyses van het geluidsspectrum van individuele noten, geproduceerd door verschillende instrumenten. Ze ontwikkelde technieken voor computerondersteunde compositie, experimenteerde met musique concrète en schreef haar eerste stukken waarin ze live-uitvoeringen combineerde met elektronische muziek. Ze componeerde ook nieuwe werken met IRCAM's CHANT-synthesizer. Elk deel van haar Jardin Secret-trilogie uit 1985 (I), 1986 (II) en 1987 (III) maakte ze met behulp van computerprogramma's.
Sariaaho vestigde haar reputatie met elektro-akoestische werken als Lichtbogen (1986), Verblendungen (1984) en Nymphéa / Jardin Secret III (1987). Tot haar grote projecten behoren het ballet Maa (1992), het vioolconcert Graal Théâtre (1994), Château de l'âme (1996) en de opera L'amour de loin (2000). Ze maakte ook kleinere composities, zoals Lonh (1996) voor sopraan en elektronica, Amers (1992) voor cello, ensemble en elektronica en Château de l'âme voor sopraan, acht vrouwenstemmen en orkest. In 1989 kreeg zij de Prix Ars Electronica.
Muzikaal sluit de opera L'amour de loin sterk aan bij Château de l'âme. Inhoudelijk sluit de opera meer aan bij Lonh. De tekst van dat werk is gebaseerd op een gedicht van de troubadour Jaufré Rudel (rond 1150). Zijn (fictieve) levensverhaal vormt het onderwerp van de opera. Niettemin komt Lonh niet in de opera voor. Het verhaal behandelt de ongelukkige liefde tussen een Arabische prinses en de troubadour. Voor de multiculturele thematiek werd de Libanees-Franse auteur Amin Maalouf aangezocht om het libretto te schrijven. Hierna schreef Maalouf tevens het libretto van Saariaho's oratorium La Passion de Simone (2006) voor sopraan solo, koor, orkest en elektronica, gebaseerd op leven en denken van de Franse filosofe en activiste Simone Weil.
De evolutie die zich doorzet in Château de l'âme en in haar opera begon al met het vioolconcert Graal Théâtre dat ze voor Gidon Kremer componeerde. Het opvallendste element hierbij is dat Kaija Saariaho steeds meer afstand nam van de elektronica, het medium waarmee ze nochtans haar faam had opgebouwd. Ze maakte gebruik van bestaande teksten in andere talen zoals hindoeteksten uit de veda's, het Egyptisch Dodenboek en teksten in het Occitaans. Ze vond het belangrijk naar die teksten te grijpen en niet zelf een tekst te schrijven, ook al gebruikte ze die teksten niet integraal.
In 2020 componeerde ze de opera Innocence. Volgens de New York Times is het een meesterwerk en het belangrijkste werk uit Saariaho's vijf decennia lange carrière. In oktober 2023 ging het werk in Nederlandse première bij De Nationale Opera. De recensenten van NRC Handelsblad en Trouw spraken eveneens van een meesterwerk.
Al sloeg ze in haar latere composities andere wegen in, Kaija Saariaho stond steeds bekend als een componiste die intensief de mogelijkheden benutte van elektronische muziek in al haar facetten.
Saariaho overleed in 2023 aan de gevolgen van een hersentumor op 70-jarige leeftijd in Parijs.

## Werken met een eigen lemma op de Nederlandstalige Wikipedia
- 1998: Couleurs du vent
- 2002: Quatre instants
- 2004: Dolce tormento
- 2010: Tocar
- 2011: Émilie
- 2012: Sombre

- Bibsys: 1038026
- Biblioteca Nacional de España: XX1552670
- Bibliothèque nationale de France: cb139520804 (data)
- Catàleg d'autoritats de noms i títols de Catalunya: 981058509172506706
- CiNii: DA08510281
- Gemeinsame Normdatei: 11950006X
- International Standard Name Identifier: 0000 0001 2277 3125
- Library of Congress Control Number: n86140591
- Nationale Bibliotheek van Letland: 000156904
- MusicBrainz: 456596a9-1d4f-4b47-b4e0-ac402ca672b0
- Nationale Bibliotheek van Tsjechië: js20020122083
- Nationale Bibliotheek van Israël: 987007425153805171
- Nationale Bibliotheek van Polen: a0000003010420
- Nederlandse Thesaurus van Auteursnamen: 314523693
- Istituto Centrale per il Catalogo Unico: LO1V192480
- LIBRIS: 211415
- SNAC: w6sj2g8m
- Système universitaire de documentation: 034373942
- Trove: 1590934
- Virtual International Authority File: 22116171
- WorldCat: E39PBJyrVb9K6KG4g4KHmHRMyd